# Gorbolyfalva
Gorbolyfalva (románul Gurbești) falu Romániában, a Partiumban, Bihar megyében.

## Fekvése
Dzsoszány mellett fekvő település.

## Története
Gorbolyafalva korábban Dzsoszány része volt. 1956-ban vált önálló településsé 268 lakossal.
A 2002-es népszámláláskor 208 román lakosa volt.